# Huguette Garnier
Huguette Garnier, née Berthe Nerson le 29 juillet 1879 dans le 10e arrondissement de Paris et morte le 30 juillet 1963 dans le 8e arrondissement, est une romancière et journaliste française du XXe siècle, engagée pour la cause des femmes pendant l'entre-deux-guerres.

## Biographie
Berthe Nerson, née le 29 juillet 1879 au 43 rue des Vinaigriers à Paris, est la fille de Henri Nephtalie Nerson (1840-1912), commis voyageur, et de Julie Weill (1842-1929).
Elle épouse Paul Louis Garnier (1879-1916), alors professeur de philosophie, futur romancier, le 20 novembre 1903, à la mairie du 18e arrondissement de Paris. Ils avaient déjà célébré leur mariage quelques mois plus tôt à Londres, le 22 octobre 1902. En 1904, elle donne naissance à un fils, Jean-Paul Garnier, qui sera ambassadeur de France.
Très active pour la cause des femmes, elle réalise des enquêtes sur la condition féminine pour L'Excelsior. En 1919, elle enquête sur le travail des femmes en se rendant là où elles cherchent de l'ouvrage, à Paris. En 1921, sur les étudiantes à l'Université de Paris, le journal publie les réponses qu'elle a obtenues auprès de son président Paul Appell, du doyen de la faculté de lettres Ferdinand Brunot et de Georges Henri Roger, le doyen de la faculté de médecine. Elle collabore pour d'autres journaux et revues, dont Le Petit Parisien et Le Journal. La même année, elle interroge les Académiciens sur l'entrée des femmes à l'Académie française.
En 1923, elle publie Quand nous étions deux, roman qui rencontre le succès.
Le critique littéraire J. Ernest-Charles écrit en 1927 à la sortie de La Braconnière qu'Huguette Garnier est « grave. Et elle prend tout au sérieux, même le tragique. Surtout ce tragique quotidien qui est la marque de certaines existences. Elle dédie La Braconnière aux dépareillées, à toutes celles qui connaissent la tristesse de vivre et de vieillir seules ».
Elle fait partie des membres qui fondent le Club des belles perdrix en 1928. C'est un club gastronomique et littéraire comme il y en avait beaucoup, surtout créés par les hommes, pendant la période de l'entre-deux-guerres. Avec les femmes de lettres du club, dont Lucie Delarue-Mardrus, Isabelle Sandy, Blanche Vogt, elle est membre du jury du prix littéraire Minerva qu'elles ont créé pour récompenser une femme de lettres.
En 1929, elle est directrice de la revue Nos Loisirs. La même année, commence l'adaptation pour le cinéma de son roman à succès, Quand nous étions deux, réalisée par Léonce Perret. Le roman est aussi adapté pour le Théâtre des nouveautés de Carcassonne.
En 1936, interrogée par la journaliste Simone Saint-Clair qui lui demande si elle met dans ses romans une part d'imagination, elle répond : « Le seul roman, pour moi, je ne crains pas de le répéter, est une chose qui se passe en dedans. C’est celui qui révèle l'homme à l’homme. [...] Si vous voulez dire que je les imagine, vous aurez raison. Mais je me les figure — j'entends mes personnages — comme ils sont. Ecrire un roman, pour moi, c’est d’abord une histoire que je me raconte. Je sais quels personnages j’y mettrai, je sais ce qu'ils se diront et je connais, aussi, quelle sera la fin du roman. Car j’écris toujours avec un but. J’essaie de me mettre dans la peau de mes personnages et de m’approcher le plus possible de la réalité ».
Huguette Garnier meurt le 30 juillet 1963 à son domicile, au 71 boulevard de Courcelles, dans le 8e arrondissement de Paris et est inhumé au cimetière du Montparnasse.

## Œuvres principales
- Quand nous étions deux, 1923 (adapté au cinéma et au théâtre)[14]
- La Braconnière, 1927
- La Maison des amants, 1927[15]
- Et de mère inconnue, 1935[16]

## Distinctions
- Chevalier de la Légion d'honneur, décret du 7 septembre 1927[17]